# OXO

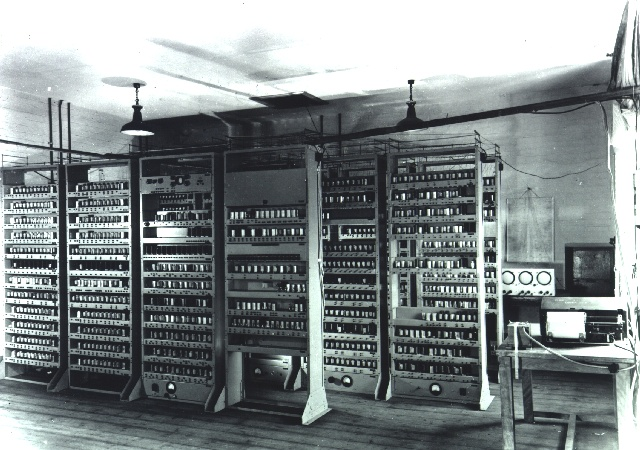
Komputer EDSAC (1948)

OXO (także Noughts and Crosses) – komputerowa edycja gry kółko i krzyżyk stworzona na komputer EDSAC w 1952. Została ona napisana przez Sandy Douglasa dla zobrazowania jego tezy na temat interakcji człowieka z komputerem na University of Cambridge. EDSAC był jednym z pierwszych komputerów przechowujących wykonywane instrukcje w pamięci, która mogła być odczytywana oraz zapisywana (a więc był reprogramowalny), a także miał trzy małe ekrany CRT służące do wyświetlania stanu pamięci. Douglas, tworząc grę, zmienił przeznaczenie jednego z ekranów, aby demonstrował użytkownikowi inne informacje, takie jak aktualne pozycje kółek i krzyżyków. Według niektórych (w tym Księgi rekordów Guinnessa), OXO jest pierwszą grą wideo w historii, choć inni nie zgadzają się z tym ze względu na brak ruchu i aktualizacji grafiki w czasie rzeczywistym.

## Historia
Komputer EDSAC był budowany w Mathematical Laboratory na University of Cambridge od 1946 do 6 maja 1949, kiedy to uruchomiono na nim pierwszy program i pozostał w użyciu do 11 lipca 1958. Był jednym z pierwszych komputerów, których pamięć mogła być odczytywana oraz zapisywana, zajmował cały pokój, a także posiadał trzy ekrany CRT o matrycy 35x16 kropek, które miały za zadanie wyświetlać stan pamięci maszyny. Douglas, dla zobrazowania swojej tezy na temat interakcji człowieka z komputerem, zmienił przeznaczenie jednego z monitorów, aby wyświetlić inne informacje użytkownikowi.

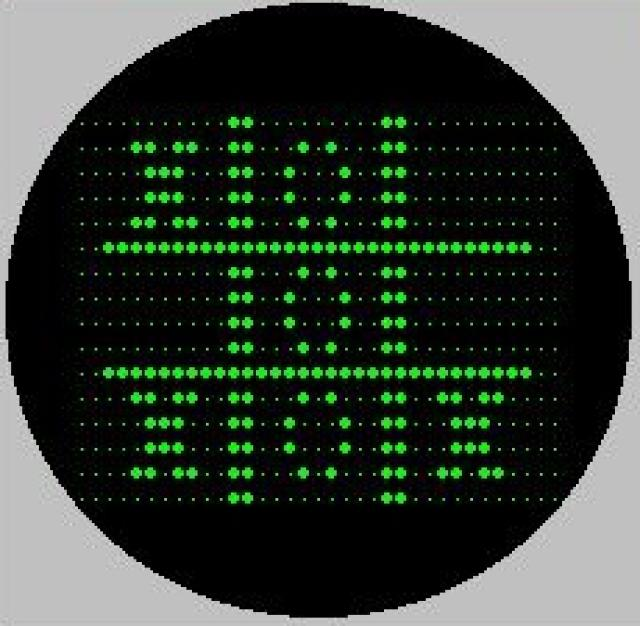
Emulowana wersja gry OXO

Douglas używał EDSAC do symulowania gry w kółko i krzyżyk i wyświetlania aktualnego stanu gry na ekranie. Tak jak inne wczesne gry wideo, aktualizacja grafiki następowała jedynie przy zmianie stanu programu. Douglas nie nadał produkcji tytułu innego niż kółko i krzyżyk, a słowo OXO początkowo było tylko nazwą pliku symulacyjnego stworzonego przez Martina Campbell-Kelly’ego podczas tworzenia symulacji komputera EDSAC kilka dekad później. W czasie, kiedy OXO było kończone, Christopher Strachey rozwijał swój program do gry w warcaby, który został pierwotnie napisany w 1951 i przeniósł go na platformę Ferranti Mark 1, który również wyświetlał stan gry na ekranie CRT. OXO oraz warcaby Stracheya są najwcześniejszymi znanymi grami, które wyświetlały grafikę na elektronicznym ekranie, ale wciąż pozostaje niewyjaśnione, która z tych dwóch gier została wyświetlona jako pierwsza. Jako że było uruchomione na komputerze i używało graficznego wyświetlacza, OXO jest pod wieloma względami określane pierwszą grą wideo w historii, jednakże niektórzy tak nie uważają ze względu na brak ruchu i aktualizacji grafiki w czasie rzeczywistym i tytuł ten przyznają grze Tennis for Two wydanej w 1958 roku, która w przeciwieństwie do OXO, pokazującego statyczne obrazy, stale odświeżała ekran i wyświetlała trajektorię lotu piłki do tenisa. Co więcej, została ona stworzona w celach rozrywkowych, a nie – jak w przypadku OXO – jedynie jako zobrazowanie tezy.
OXO od 2008 roku wpisane jest do Księgi rekordów Guinnessa jako pierwsza gra strategiczna w historii.
W roku 2011 organizacja Computer Conservation Society zapowiedziała, że rozpocznie prace nad repliką komputera z 1949 roku. Pierwsze części maszyny zostały zaprezentowane w listopadzie 2014 roku.

## Rozgrywka
W każdej rozgrywce człowiek grał przeciwko algorytmowi zaprogramowanemu w komputerze. Gracz wybierał cel jego następnego ruchu w grze za pomocą tarczy numerowej wybierając jedną z dziewięciu cyfr. Ruch użytkownika pojawiał się na ekranie, a po nim ruch komputera; grafika aktualizowała się wyłącznie w momencie zmiany stanu gry. OXO nie było dostępne dla szerszego odbiorcy i mogło być używane jedynie w Mathematical Laboratory Uniwersytetu Cambridge, ponieważ EDSAC nie mógł zostać przeniesiony, a sama maszyna i jej oprogramowanie były przeznaczone wyłącznie do celów naukowych.